# Grevillea beadleana
Grevillea beadleana är en tvåhjärtbladig växtart som beskrevs av Mcgill.. Grevillea beadleana ingår i släktet Grevillea och familjen Proteaceae. Inga underarter finns listade i Catalogue of Life.